# Phacussa fulminata
Phacussa fulminata är en snäckart. Phacussa fulminata ingår i släktet Phacussa och familjen Charopidae.

## Underarter
Arten delas in i följande underarter:
- P. f. costata
- P. f. fulminata